# Więzienie ratuszowe w Krakowie

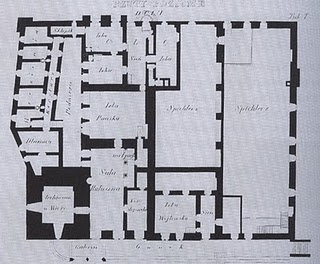
Plan Ratusza, Wieży, Spichlerza i Kabatów (stan z 1802 r. według J. Brodowskiego)

Więzienie ratuszowe – dawne więzienie znajdujące się w krakowskim ratuszu na Rynku Głównym. Więzienie składało się z dwóch części – kabat oraz kazamatów.

## Kabaty ratuszowe
Kabaty (tzw. dłużnica miejska) zbudowano w 1547 roku (w miejscu średniowiecznych kabat). Zlokalizowane były od południowej strony wieży ratuszowej. Dłużnica ta służyła jako więzienie miejskie dla pomniejszych przestępców (lekkie przewinienia) i dłużników (stąd oficjalna nazwa). Do kabat prowadził ostrołukowy portal wjazdowy. Dziedziniec między kabatami i ratuszem służył jako miejsce straceń (tzw. dziedziniec straceń).

## Kazamaty ratuszowe
Kazamaty zlokalizowane były w podziemiach krakowskiego ratusza. Lochy te służyły jako ciężkie więzienie (Więzienie „Dorotka”). Urządzono tutaj sale przesłuchań sądowych oraz sale tortur tzw. tortornię. Zachowane narzędzia kaźni wyeksponowano w Domu Jana Matejki przy ul. Floriańskiej. W więzieniu ratuszowym znajdowała się również siedziba krakowskiego kata, który przy pomocy ceklarzy zdobywał zeznania.